# Эспин, Ана Берта
Ана Берта Эспин (исп. Ana Bertha Espin Ocampo) (13 октября 1958, Техуихтла, Морелос, Мексика) — мексиканская актриса.

## Биография
Родилась 13 октября 1958 года в Техуихтле в семье государственного деятеля Артуро Эспина. В самом раннем возрасте продемонстрировала свои навыки в школе Игнасио Сарагосы. После окончания средней школы поступила в UNAM на факультет философии и литературы, получив при этом степень бакалавра в области драматической литературы и театра, в дополнении училась в академии Андреса Солера. В мексиканском кинематографе дебютировала в 1980 году и с тех пор приняла участие в 53 работах в кино и телесериалах. Была номинирована 11 раз на 4 премии, из которых она победила в трёх первых премиях трижды (по 1 разу от каждой премии, кроме премии People en Español).

## Личная жизнь
Ана Берта Эспин вышла замуж за актёра Хайме Лосано, в этом браке у них родился единственный сын — Хайме Лосано-младший, который стал известным мексиканским футболистом.

## Фильмография
1
Трижды Ана (сериал, 2016)
Tres veces Ana ... Remedios
2
Пусть Бог тебя простит (сериал, 2015)
Que te perdone Dios ... Constanza
3
То, что жизнь у меня украла (сериал, 2013 – 2014)
Lo que la vida me robó ... Rosario Domínguez
4
Очарование орла (сериал, 2011)
El Encanto del Aguila ... Mercedes González de Madero
5
Та, что не может любить (сериал, 2011 – 2012)
La que no podía amar ... Rosaura Flores Nava
6
Я твоя хозяйка (сериал, 2010)
Soy tu dueña ... Enriqueta de Macotela
7
Помешанные на любви (сериал, 2009 – ...)
Locas de amor ... Olga
8
Хамелеоны (сериал, 2009 – ...)
Camaleones ... Guadalupe Vda. de Morán
9
Женщины-убийцы (сериал, 2008 – ...)
Mujeres asesinas ... Thelma
10
Нет дур в раю (сериал, 2008)
Las tontas no van al cielo ... Gregoria Alcalde de Morales
11
Секс и другие секреты (сериал, 2007 – ...)
Sexo y otros secretos ... Contratista
12
Я люблю Хуана Керендон (сериал, 2007 – 2008)
Yo amo a Juan Querendón
13
Почтовый индекс (сериал, 2006 – ...)
Código postal ... Jessica Mendoza
14
Соседи (сериал, 2005 – ...)
Vecinos ... Lorena Rivers
15
Руби... Нахальная (ТВ, 2004)
Rubí... La descarada ... Elisa de la Fuente
16
Руби (сериал, 2004)
Rubí ... Elisa de Duarte
17
Истинная любовь (сериал, 2003)
Amor real ... Prudencia Curiel
18
Рожденный без греха (сериал, 2001)
Sin pecado concebido ... Flor Hernández
19
Su alteza serenísima (2000)
... Dolores Tosta
20
Por si no te vuelvo a ver (2000)
... Directora del asilo
21
Мария Эмилия, любимая (сериал, 1999)
María Emilia: Querida ... Yolanda González de Aguirre
22
Три женщины (сериал, 1999 – 2000)
Tres mujeres ... Lucía Sanchez
23
Маленькие ангелы (1999)
Santitos ... Soledad
24
Что происходит с нами? (сериал, 1998 – 1999)
¿Qué nos pasa?
25
Ночные огни (1998)
Luces de la noche ... Cigarrera
26
Леонела (сериал, 1997)
Leonela ... Estela Mirabal de Ferrari
27
Rastros (1997)
... короткометражка
28
Ад в маленьком городке (сериал, 1997)
Pueblo chico, infierno grande ... Rutilia Cumbios
29
Песня любви (сериал, 1996)
Canción de amor ... Juana
30
Embrujo de rock (1995)
31
Морелия (сериал, 1995)
Morelia ... Magdalena
32
Там за мостом (сериал, 1994)
Más allá del puente ... Señora Resendiz
33
Una buena forma de morir (1994)
34
Так мы и сделали (1994)
Ya la hicimos
35
Hay para todas (1992)
36
Jefe de vigilancia (1992)
37
Gordo (1992)
... Esposa; короткометражка
38
Патрульный (1991)
El patrullero ... Sra. Sánchez
39
Женщина Бенджамина (1991)
La mujer de Benjamín ... Cristina
40
El tesorito de Crispin (1990)
41
La vengadora implacable (1990)
... Irma
42
La última luna (1990)
... короткометражка
43
Моя вторая мама (сериал, 1989)
Mi segunda madre ... Amelia
44
Пятнадцатилетняя (сериал, 1987)
Quinceañera ... Estela
45
Невинные (1986)
Las inocentes
46
Gabriel (1986)
47
Отмеченное время (сериал, 1986 – 1990)
Hora Marcada ... Amparo
48
Волчье логово (сериал, 1986 – 1987)
Cuna de lobos ... Mayra
49
Dulce espiritu (1985)
50
Женщина, случаи из реальной жизни (сериал, 1985 – ...)
Mujer, casos de la vida real ... Carmen
51
Бедная сеньорита Лимантур (сериал, 1983 – ...)
La pobre Señorita Limantour
52
Соледад (сериал, 1980)
Soledad ... Pilar

### Камео
53
Grandes finales de telenovelas (ТВ, 2010)
... Prudencia Curiel Viuda de Alonso, хроника